# Pouteria dictyoneura
Pouteria dictyoneura là một loài thực vật có hoa trong họ Hồng xiêm. Loài này được (Griseb.) Radlk. miêu tả khoa học đầu tiên năm 1884.